# Tropidoprion gibbosus
Tropidoprion gibbosus är en skalbaggsart som beskrevs av Reé Michel Quentin och Jean François Villiers 1973. Tropidoprion gibbosus ingår i släktet Tropidoprion och familjen långhorningar.
Artens utbredningsområde är Madagaskar. Inga underarter finns listade i Catalogue of Life.